# Robot (motorfiets)
Robot is een Belgisch historisch merk van motorfietsen.
De bedrijfsnaam was Robot BVBA, gevestigd in Mechelen.
Eigenaar van het bedrijf was de heer Luyckx (niet te verwarren met zijn neef, de eigenaar van het merk Praso).
Hij verkocht sinds de Tweede Wereldoorlog fietsen, bromfietsen en lichte motorfietsen van de merken Flandria, Jawa, CZ en NSU.
Zijn eerste eigen motorfietsen baseerde hij (rond 1955) op een Flandria-model met een 175cc-JLO-blok, maar hij verkocht ze onder de naam "Robot". Ook een partij overtollige CZ-crossmotoren kreeg deze naam op de tank, maar ook hier werden flinke wijzigingen aangebracht, zoals andere frames, voorvorken en uitlaten.

## Trivia
Mogelijk is de heer Luyckx voor zijn bedrijfsnaam ook gaan "lenen". Jawa had al in 1937 een motorfiets met de naam "Robot" in zijn programma.